# Erling Kroken
Erling Kroken (ur. 12 listopada 1928 w Nedre Sigdal, zm. w 2007) – norweski skoczek narciarski, jedenasty zawodnik 1. Turnieju Czterech Skoczni i zwycięzca jednego z konkursów, siódmy zawodnik mistrzostw świata 1954.
W sezonie 1952/1953 wystartował w trzech konkursach Turnieju Czterech Skoczni. W pierwszym starcie, 1 stycznia 1953 w Garmisch-Partenkirchen zajął ósme miejsce w zawodach. W kolejnym konkursie, który przeprowadzono 4 stycznia w Oberstdorfie Kroken zwyciężył. Była to jedyna wygrana w zawodach tej rangi w karierze Norwega. W trzecim starcie, 11 stycznia 1953 w Bischofshofen zajął dziewiąte miejsce. Wyniki te pozwoliły zawodnikowi zająć jedenaste miejsce w klasyfikacji generalnej Turnieju Czterech Skoczni.
W 1954 zajął siódme miejsce w mistrzostwach świata w Falun.
Dwukrotnie zwyciężył w krajowych zawodach na Skuibakken. Miało to miejsce w 1951 i 1955.
Erling Kroken kilkukrotnie startował w konkursie skoków narciarskich w ramach Festiwalu Narciarskiego w Holmenkollen – najlepszy start zanotował 25 lutego 1951, kiedy zajął piąte miejsce, rok później był siódmy. 1 marca 1953 udało mu się powtórzyć osiągnięcie sprzed dwóch lat - znów na festiwalu był piąty. Ostatni raz w pierwszej dziesiątce tych zawodów uplasował się 26 lutego 1956 roku - był dziewiąty. Ponadto, w 1954 zajął 7. miejsce w konkursie skoków na Igrzyskach Narciarskich w Lahti.

## Osiągnięcia

### Mistrzostwa świata
| Mistrzostwa | Data           | Skocznia | Konkurs | Skok 1    | Skok 1 | Skok 2    | Skok 2 | Nota łączna | Miejsce | Strata | Zwycięzca         | Źródło |
| Mistrzostwa | Data           | Skocznia | Konkurs | Odległość | Nota   | Odległość | Nota   | Nota łączna | Miejsce | Strata | Zwycięzca         | Źródło |
| ----------- | -------------- | -------- | ------- | --------- | ------ | --------- | ------ | ----------- | ------- | ------ | ----------------- | ------ |
| 1954, Falun | 18 lutego 1954 | normalna | ind.    | 72,0      |        | 75,5      |        | 217,5       | 7.      | 14,5   | Matti Pietikäinen | [ 4 ]  |